# Puerta del Sol

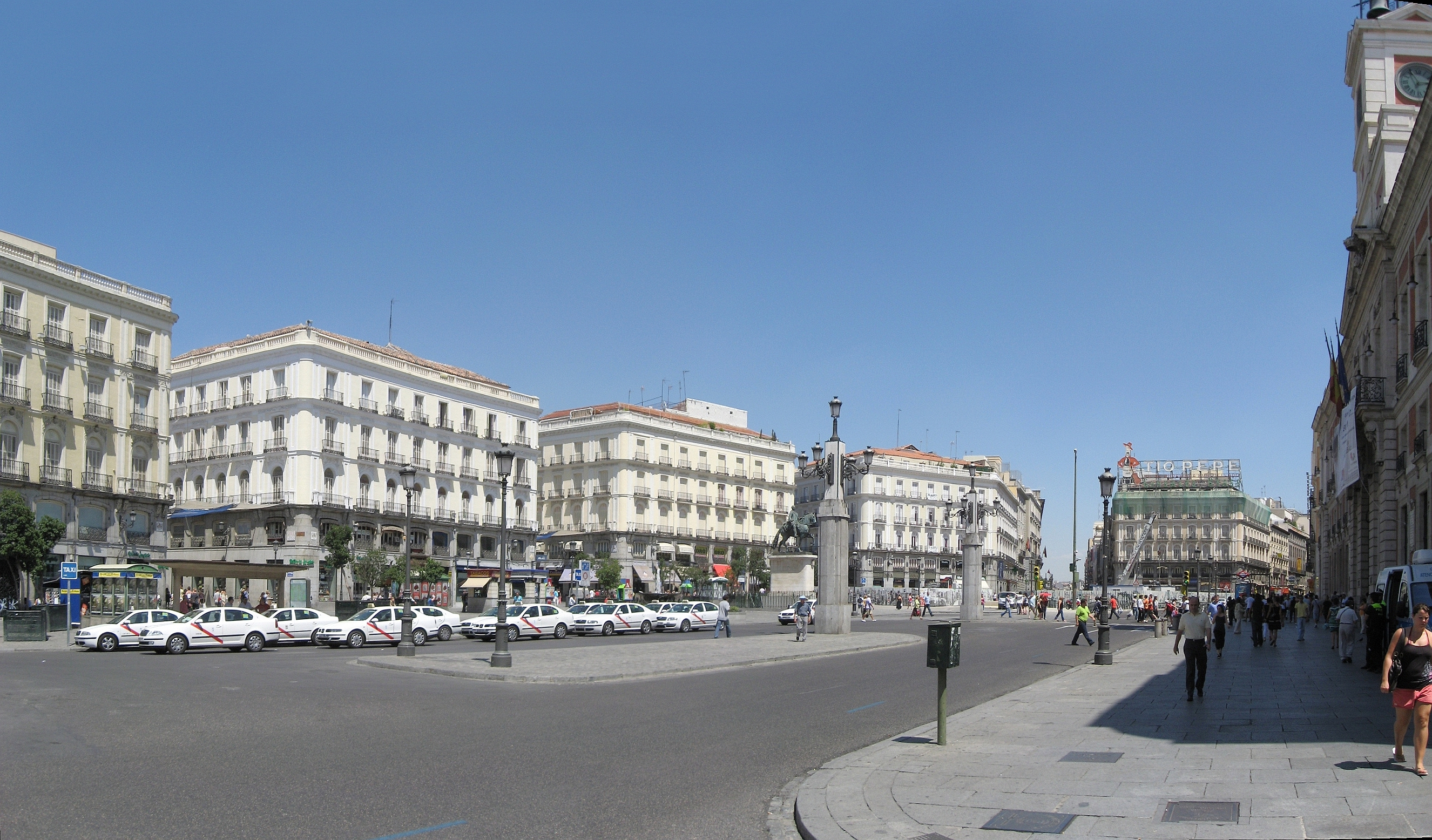
Die Puerta del Sol von der Calle Mayor aus gesehen

Die Puerta del Sol (deutsch „Tor der Sonne“) ist einer der bekanntesten und meistbesuchten Plätze Madrids.

## Bedeutung

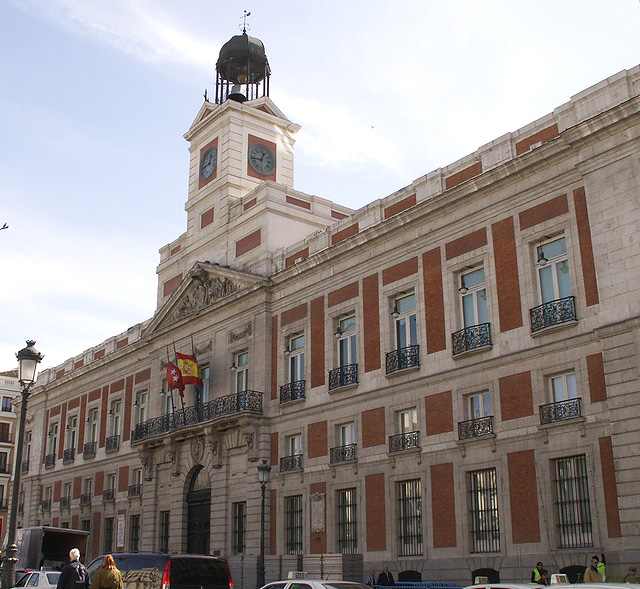
Hauptfassade der Casa de Correos

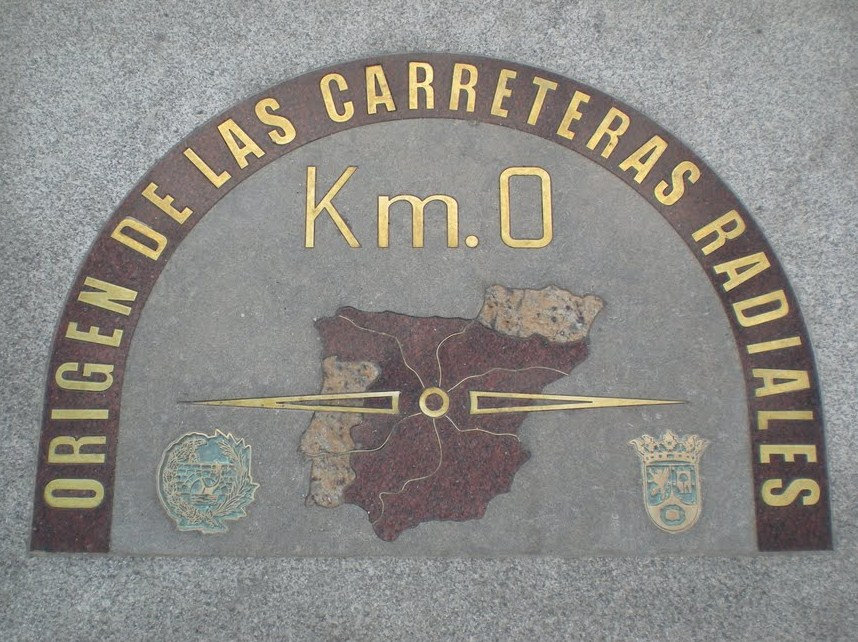
Der Null-Kilometerstein auf der Puerta del Sol

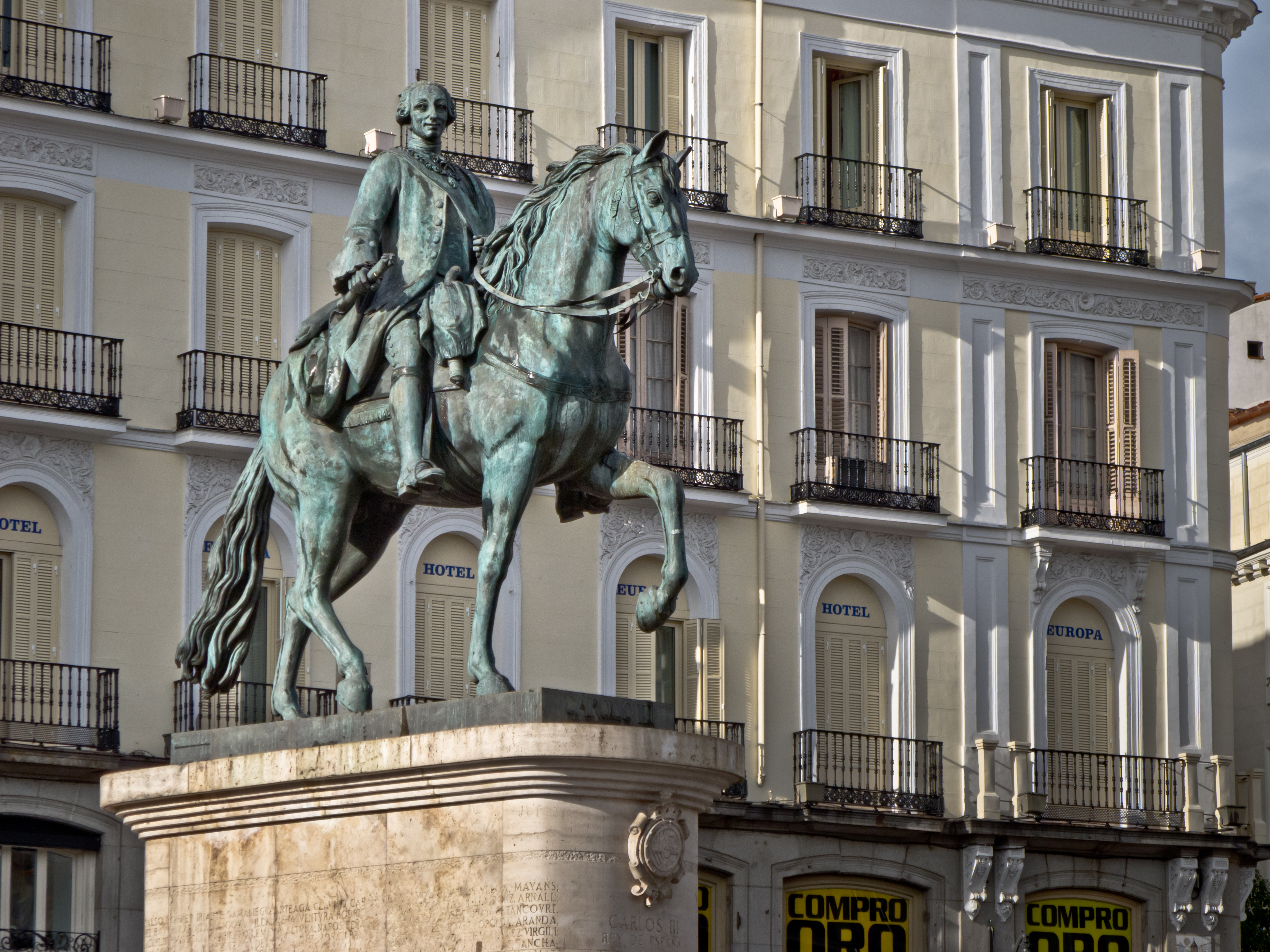
König Karl III. – Reiterstandbild

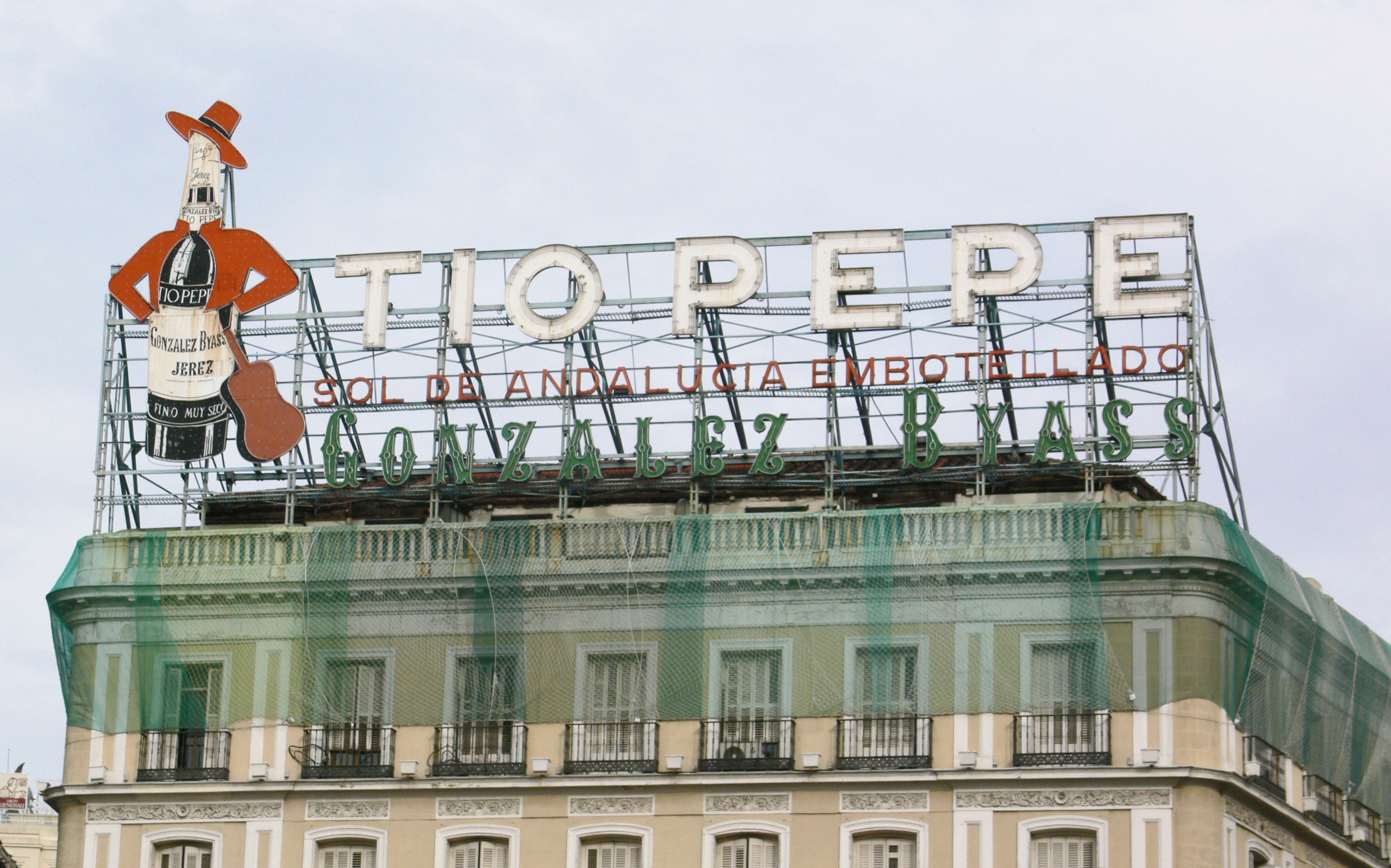
Die Tío-Pepe-Werbung ist ein Wahrzeichen des Platzes.

Auf der Puerta del Sol befindet sich der Null-Kilometerstein der sechs Hauptnationalstraßen Spaniens, die sich sternförmig von Madrid aus über das gesamte spanische Festland erstrecken. Zudem wird am Uhrturm auf der Casa de Correos an der Puerta del Sol in der Silvesternacht jedes Jahres mit zwölf Glockenschlägen das neue Jahr traditionell eingeläutet, wobei die Spanier zu jedem Glockenschlag eine Weinbeere (las 12 uvas) verzehren; dieses Ereignis wird seit dem 31. Dezember 1962 jedes Jahr landesweit im Fernsehen übertragen.
Geschichtlich markieren unter anderem zwei Ereignisse die Puerta del Sol: die Ausrufung der zweiten spanischen Republik im Jahr 1931 sowie 1912 der Mordanschlag auf den Präsidenten des Ministerrates, José Canalejas. In der Casa de Correos residierte von 1912 bis 1978 die Dirección General de Seguridad (Generaldirektion für Sicherheit) des spanischen Staates.

## Geschichte
Die Puerta del Sol stellte ursprünglich einen der Zugänge einer Einfriedung dar, welche Madrid im 15. Jahrhundert umgab. Diese Einfriedung umfasste die mittelalterlichen Vorstädte, die sich seit dem 12. Jahrhundert außerhalb der eigentlichen Stadtmauer ausgebreitet hatten. Der Name der Puerta del Sol stammt vom Abbild einer Sonne, die seinerzeit die Eingangspforte schmückte. Diese war dort positioniert worden, weil der Eingang nach Osten, also in Richtung Sonnenaufgang ausgerichtet war.
Auch wenn sich das Gebiet um die Puerta del Sol zwischen dem 17. Jahrhundert und dem 19. Jahrhundert in eine Art Begegnungsstätte verwandelte (hier befand sich z. B. eines der bekanntesten Klatschlokale seiner Zeit, die so genannte Gradas de San Felipe), so war die Puerta del Sol nicht ein eigentlicher Platz wie die Plaza Mayor und hatte außerdem nur etwa die Hälfte der heutigen Größe.
In den Jahren 1766 bis 1768 errichtete der französische Architekt Jacques Marquet († 1782) an der Puerta del Sol die Casa de Correos (deutsch: Postamt). Durch diesen Bau wurde die Basis für die heutige urbane Struktur der Puerta del Sol sowie ihre wachsende Bedeutung als zentraler Ort in Madrid gelegt.
Zwischen 1857 und 1862 wurde eine komplette Umgestaltung des Platzes durch die Architekten Lucio del Valle, Juan Rivera und José Morer durchgeführt, wodurch dem Platz sein heutiges Aussehen verliehen wurde. Dabei bewahrte man die Linienführung der Casa de Correos auf der einen Seite des Platzes und baute Wohngebäude mit einheitlicher Fassade in Form eines Halbkreises auf der gegenüberliegenden Front.
In der Nähe der Puerta del Sol entwickelte sich die Calle Echegray zu einem Zentrum der Flamencoszene Madrids.
1959 wurde der Platz durch Manuel Herrero Palacios ein weiteres Mal verändert. Im Zentrum wurden Bepflanzungen sowie Brunnenanlagen errichtet. Die letzte Umgestaltung fand 1986 durch die Architekten Antonio Riviere, Javier Ortega und Antonio González Capitel statt, indem der Bereich der Fußgängerzone deutlich erweitert wurde.

## Heutige Struktur
In der Casa de Correos ist heute der Regierungssitz der Comunidad de Madrid untergebracht.
Auf der Puerta del Sol befindet sich unter anderem die vier Meter hohe Statue Oso y el Madroño (deutsch „der Bär und der Erdbeerbaum“), ein Werk des Künstlers Antonio Navarro Santa Fe (1906–1983).